# Louis de Bourbon de Vendôme
Louis de Bourbon de Vendôme (castelo de Ham, 2 de janeiro de 1493 - hotel Bourbon, 13 de março de 1557) foi um cardeal do século XVII.

## Biografia
Nasceu em castelo de Ham em 2 de janeiro de 1493, castelo de Ham, Picardia, França. Quarto filho de François de Bourbon, conde de Vendôme, e de Marie de Luxembourg, condessa de Saint-Paul. Seu padrinho era Louis de Bourbon, príncipe de La Rochelle-sur-Yon. Sobrinho dos Cardeais Philippe de Luxemburgo (1495); e Carlos I de Bourbon (1476). Tio do Carlos II de Bourbon (1548). Tio-avô do Cardeal Carlos III de Bourbon de Vendôme (1583). Seu primeiro nome também está listado como François-Louis e seu segundo sobrenome como Vendocimo.
Estudou no Collège de Navarre , Paris (obteve o doutorado).
Ordenado (nenhuma informação encontrada). Recebeu a tonsura eclesiástica em Faremoutiers do Cardeal Georges I d'Amboise, legado na França.
Eleito bispo de Laon em 24 de abril de 1510; com dispensa de ainda não ter atingido a idade canônica; concedeu às faculdades um quocumque , 31 de julho de 1515; ocupou a sé até 23 de março de 1552. Consagrada, em 3 de maio de 1517, igreja do priorado de Val-des-Ecoliers, Paris, por seu tio, o cardeal Philippe de Luxembourg, bispo de Le Mans, auxiliado por Etienne de Poncher, bispo de Paris, e por Jean Le Veneur, bispo de Lisieux. Participou da coroação da Rainha Claude da França na igreja de Saint-Denis, Paris, em 10 de maio de 1517. Prestou juramento perante o Rei Francisco I da França, em 9 de junho de 1517.
Criado cardeal sacerdote no consistório de 1º de julho de 1517; recebeu o chapéu vermelho e o título de S. Silvestro in Capite a partir de 6 de julho de 1517. Assinou o contrato matrimonial do Delfim Francisco, de apenas um ano, com Maria da Inglaterra, de quatro anos. Administrador da Sé de Le Mans, 8 de agosto de 1519; governou a sé por meio de vigários gerais; renunciou, 13 de agosto de 1535. Optou pelo título de S. Martino ai Monti, 11 de junho de 1521. Não participou do conclave de 1521-1522, que elegeu o Papa Adriano VI. Participou do conclave de 1523, que elegeu o Papa Clemente VII. Legado na Umbra no pontificado do Papa Clemente VII. Administrador da Sé de Luçon, 11 de janeiro de 1524; renunciou em 27 de março de 1527. Primeiro abade commendatariode Saint-Denis, Paris, 1529. Comemorou o funeral de Louise de Savoy, mãe do rei Francisco I, na abadia de Saint-Denis, em 18 de agosto de 1530. Coroada rainha Eléonore da Áustria, segunda esposa do rei Francisco I da França, abadia de Saint-Denis, 5 de março de 1531. Optou pelo título de S. Sabina, 3 de março de 1533. Administrador da sé metropolitana de Sens, 13 de agosto de 1535 até sua morte. Celebrou o casamento entre a princesa Madalena-Maria, filha mais velha do rei Francisco I, e o rei Jaime V da Escócia, na catedral de Notre-Dame de Paris, em 1º de janeiro de 1536. Participou da assembleia de príncipes e grandes oficiais da coroa celebrada em Paris em 18 de fevereiro de 1536 sobre o tema da proposta de guerra contra o Sacro Imperador Romano Carlos V. Administrador da Sé de Tréguier, de 14 de junho de 1538 a 26 de abril de 1542. Participou do conclave de 1534, que elegeu o Papa Paulo III. Batizou o Príncipe Francisco, futuro Rei Henrique II da França, em Fountainbleau, em 2 de fevereiro de 1542. Celebrou o funeral do Rei Francisco I, na abadia de Saint-Denis, em Paris, em 23 de maio de 1547. Presidiu a Assembleia do Clero de Melun, 1548. Coroada rainha Catalina de' Medici da França na abadia de Saint-Denis em 10 de junho de 1549. Participou do conclave de 1549-1550, que elegeu o Papa Júlio III. Optou pela ordem dos cardeais bispos e pela sé suburbana de Palestrina, em 24 de fevereiro de 1550. Em 7 de março de 1550, notificou Louis Guillard, bispo de Chartres e Louis de Lorraine, bispo de Troyes, das cartas do rei relativas ao residência episcopal. Nomeado pelo rei Henrique II da França general das tropas francesas, que sob sua direção mantinham os inimigos fora da província da Picardia. Recebeu do rei Henrique II o governo de Paris e Ile-de-France, 1552. Celebrou, através de seus vigários gerais, um sínodo diocesano em Sens em 1554. Realizou na pia batismal, em nome do rei Henrique II da França, Henri de Navarre, futuro rei Henrique IV da França, em 1554. Participou do Conclave de abril de 1555, que elegeu o Papa Marcelo II. Participou do Conclave de maio de 1555, que elegeu o Papa Paulo IV. Legado a latere em Savoy. Provisor Universidade La Sorbone , Paris. Foi também abade comendador de Saint-Vincent de Laon; Saint-Corneille de Compiègne; Notre Dame de Colombs; São Leonardo de Ferrières; Saint-Faron de Meaux; Saint-Sérgio d'Angres; Notre Dame de Ham; e Saint-Amand-en-Pevèle. Ele construiu o Palácio Bourbon em Paris.
Morreu em hotel Bourbon em 13 de março de 1557, hotel Bourbon, abadia de Saint-Denis, Paris. Enterrado no coro da catedral de Laon. Pierre Jumel fez o discurso fúnebre.